# Johann Baptist Grach
Johann Baptist Grach (* 21. März 1793 in Trier; † 5. Januar 1851 in Zeltingen) war ein deutscher Weingroßhändler, Gutsherr und Abgeordneter.

## Herkunft
Johann Baptist Grach war ein Sohn des vermögenden Weingutbesitzers und langjährigen Trierer Stadtbeigeordneten Emmerich Grach und dessen Ehefrau Maria Anna, geb. Welcken.

## Leben
Grach studierte nach seiner schulischen Ausbildung Handelswissenschaften an der Universität Bordeaux. Nach Beendigung seines Studiums übernahm er ein durch seinen Vater im Jahre 1806 erworbenes Weingut in Kues sowie das Weingut Freiherr von Schorlemer seines Schwiegervaters Karl Everad Ellinckhuysen. Später erwarb er den Kreutnerhof in Zeltingen und im Jahre 1839 war er Mitbegründer der Mosel-Dampfschiffahrts-Gesellschaft.

## Politik
Seine erste politische Tätigkeit nahm Grach von 1843 bis 1845 als liberaler Oppositioneller im rheinischen Provinziallandtag für den Wahlbezirk Trier auf. In den Jahren 1847 und 1848 war er für den Kreis Bernkastel  Mitglied des Vereinigten Ersten und Zweiten preußischen Landtags in Berlin. Am 11. März 1848 war Grach einer von 29 Liberalen Unterzeichnern der sogenannten “Bonner Adresse” an den preußischen König Friedrich Wilhelm IV., bei der man sowohl für die Nationale Einheit als auch für innere Reformen eintrat. Im April 1848 wurde er Vorsitzender des Wahlkreiskomitees in Bernkastel. Bei den Maiwahlen 1848 wurde er als „Mann mit großem Vermögen“ und Experte für Moselwein zum ersten demokratischen Abgeordneten für den Kreis Zell in die Preußische Nationalversammlung gewählt. Als er in Berlin einen Antrag einreichte, die Anzahl der katholischen Feiertage auf zwei Feiertage, Christi Himmelfahrt und Weihnachten zu begrenzen, und die übrigen Feiertage auf den jeweils folgenden Sonntag zu verlegen, sorgte dies in Zell für einige Irritationen. Nach dem Verzicht des Trierer Anwalts Heinrich Mittweg bei den Maiwahlen 1848 zum stellvertretenden Abgeordneten für das Preußische Abgeordnetenhaus, machte auch Grach dem jüngeren gewählten Zeller Franz Friedrich Müller den Weg frei, der sein Mandat in Berlin übernahm.

## Familie
Johann Baptist Graach war seit 1820 mit Catharina Josephine, geb. Ellinckhuysen (1804–1882) verheiratet. Catharina war eine Tochter des Weinhändlers, Gutsbesitzers und rheinischen Deputierten Karl Everad Ellinckhuysen (1763–1837) aus Zeltingen. 

## Geschwister
- Johann Georg Grach (1784–1868) war mit Maria Catharina Mohr (1788–1834) verheiratet.
- Anna Johanna Grach (1784–1856) war mit dem Verleger und Trierer Stadtrat Johann Jakob Lintz (1776–1848) verheiratet.
- Johann Michael Grach (1785–1856) war seit 1819 mit Rosa Franziska Viktoria, geb. Keller verheiratet.
- Anna Katharina Grach (1789–1826) war mit Franz Anton Weißebach (1778–1857) verheiratet.

Siehe auch: Grach (Weingutsbesitzer)